# Magalhães Bastos

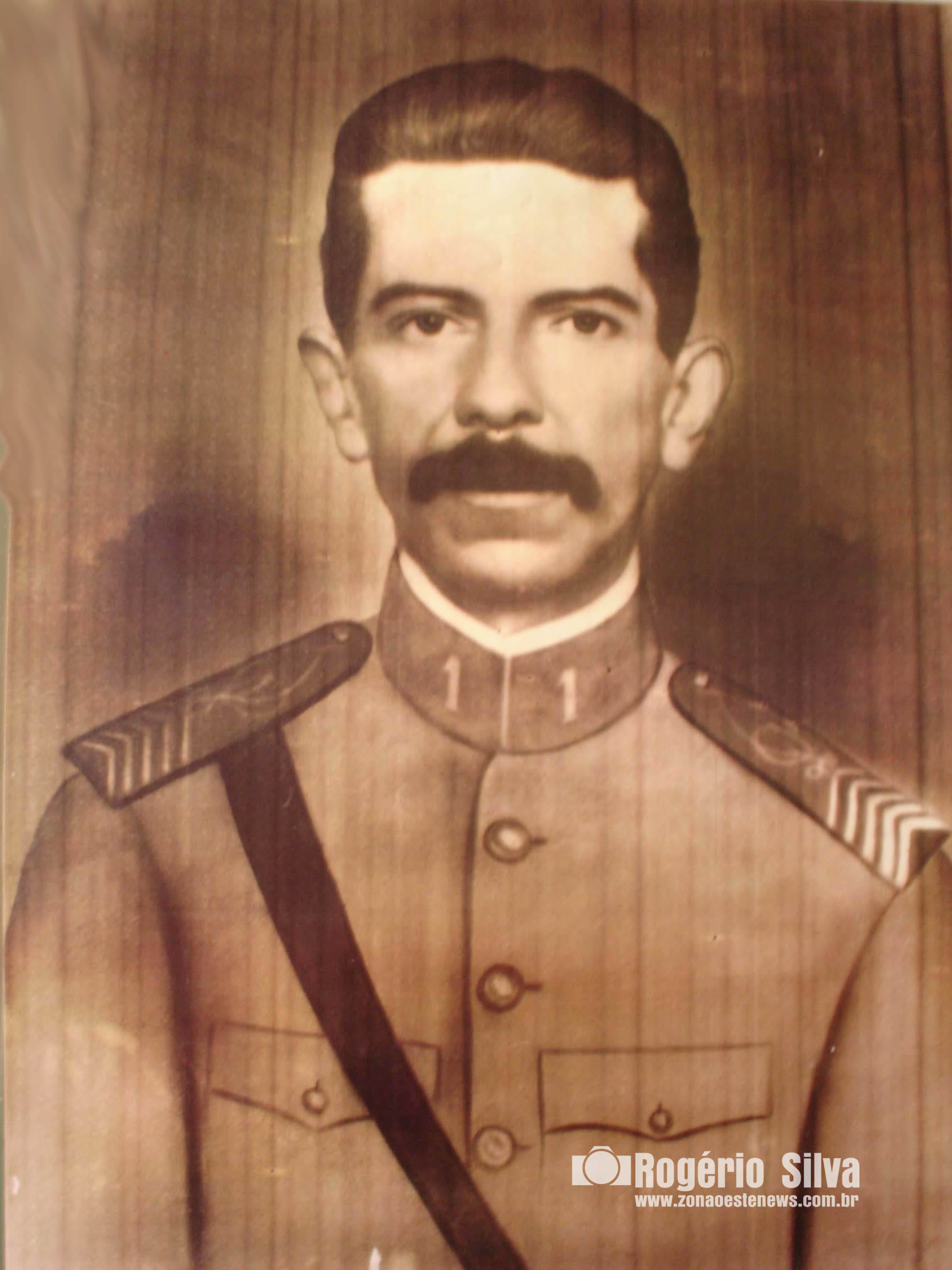
Tenente Coronel Antônio Leite Magalhães Bastos

Magalhães Bastos é um bairro da Zona Oeste do município do Rio de Janeiro. 
Faz limites com os bairros de Realengo, Vila Militar e Jardim Sulacap.
Seu IDH, no ano 2000, era de 0,802, o 92º melhor do município do Rio de Janeiro.

## História
Magalhães Bastos em seus 2.000 km², remonta a desapropriação da Fazenda Sapopemba em meados de 1907, no governo do Presidente da Republica Afonso Pena após a reorganização do Exército feita por Marechal Hermes da Fonseca, então Ministro da Guerra. Sapopemba era localidade que pertencia a freguesia de Irajá, com população aproximada na época de 14.400 habitantes, segundo o recenseamento de 1890. A lavoura era tida como a mais importante do Distrito Federal. As terras da Fazenda de Sapopemba pertenciam ao Conde Sebastião do Pinho. 
Magalhães Bastos tem origem do nome dada em homenagem ao Tenente Coronel Antônio Leite Magalhães Bastos, que nasceu no município de Palmares em Pernambuco aos 2 de setembro de 1873. Em 1907 foi nomeado membro da comissão de instalação da Vila Militar, tinha como missão a construção de quartéis, residências, da ferrovia e das estações da região. Em 28 de setembro de 1919, o general Alberto Cardoso de Aguiar, ao deixar o cargo de Ministro da Guerra, elogiou a inteligência, lealdade e capacidade técnica e disposição urbanística do oficial e, no dia 6 de novembro de 1919, ele assumiu o comando do 1º Batalhão de Engenharia que ficava localizado em Realengo (Estrada Real de Santa Cruz) em um velho prédio térreo, bastante arruinado em frente a um pântano, esse quartel era iluminado por energia elétrica na época. Esta unidade militar não está mais sediada no Rio de Janeiro. Magalhães Bastos faleceu em 27 de agosto de 1920.
O pioneiro da fundação foi Manoel Guina, português, mestre de obras, veio de São Paulo atraído pela oportunidade de emprego na capital do Brasil, para trabalhar na construção da Vila-Militar, obra esta ordenada pelo Marechal Hermes. A disposição de fincar raízes naquele espaço urbano da então capital do país, pois nesta época quase não havia, no Rio de Janeiro, mão-de-obra suficientemente qualificada para tal empreendimento, deveu-se ao fato de que construção era necessária, devido ao transporte de equipamentos militares. Antes de se chamar Magalhães Bastos, o local era conhecido como "Fazenda das Mangueiras" e posteriormente, "Vila São José". Somente após a Segunda Guerra Mundial é que o bairro passou a chamar-se Magalhães Bastos, homenagem dada ao Tenente Coronel Antônio Leite de Magalhães Bastos.
Seu Manoel Guina era muito religioso, a época ele fundou a Conferência São José, depois substituído pelo confrade Sebastião Tumine, sargento do exército. Na época existiam poucos padres em Magalhães Bastos. A responsabilidade de rezar as missas era de Padre Miguel, vigário por muitos anos em Realengo, mas na verdade, quem rezava a maioria das missas eram os padres militares (Capelão).

Várias ruas do bairro foram nomeadas em homenagem a militares. Estrada General Canrobert da Costa: Principal estrada do bairro foi homenageada com o nome de um importante General, Canrobert da Costa, nascido no Rio de Janeiro em 1895 na então Capital Federal, onde foi Ministro da Guerra (interino) no Governo de Getulio Dornelles Vargas, décimo terceiro período de governo republicano que data de 10 de setembro de 1937 a 31 de janeiro de 1946. Canrobert da Costa faleceu em 1955 e foi personagem importante no Exército Brasileiro. Como podemos ver a história do bairro tem grande participação e influência militar, pois como já foi dito, vária ruas do bairro foram batizadas com nomes de militares, veja algumas, Rua Coronel Valença, Rua Tenente Coronel Cunha, Rua Capitão Cader Matori, Estrada Marechal Fontenelle e Estrada Marechal Malett, e além disso destacam-se quatro instituições militares, 9º Brigada de Infantaria, 21º Batalhão Logístico, 25º Batalhão Logístico (Escola) e o Parque Regional de Moto Mecanização, sendo que esta força militar não foi capaz de influenciar no desenvolvimento do bairro.
O Esporte Clube São José, teve origem a partir de um time de futebol criado pelos membros da capela de São José e foi fundado em 1 de janeiro de 1922. O local onde foi construído o clube, foi doado pela família de Seu Manoel Guina. Hoje, os bisnetos de Manoel fazem parte da Presidência e Diretoria do clube. Com 83 anos de existência, o clube luta por melhorias. 
A primeira escola a ser construída no bairro, foi a Escola Rural (Hoje Escola Municipal Álvaro Alvim). A primeira Fábrica de Magalhães Bastos, mais conhecida como fábrica de louça (hoje Manufatura de Produtos King) foi instalada no bairro em 1943, nesta época sua atividade era fabricação de vidro, velas e cerâmica, tendo como seu fundador o senhor Antonio Pedro Camalhão Rocha. Em 2010, a fábrica completou 67 anos de existência e emprega boa parte da mão-de-obra existente no bairro. A Estrada General Canrobert da Costa (Antiga Limites do Barata) ainda não era asfaltada e não possuía meio fio, só em 1951 é que recebeu calçamento de paralelepípedos.

## Brasão
O brasão oficial do bairro de Magalhães Bastos foi idealizado por Rogério Silva, historiador e morador local, com o objetivo de representar visualmente os fundamentos históricos, culturais e militares que moldaram a identidade do bairro.
O escudo é terciado em mantel, composto por três campos que simbolizam os principais pilares da história de Magalhães Bastos:
- Campo superior em ouro: apresenta cinco mangueiras

```

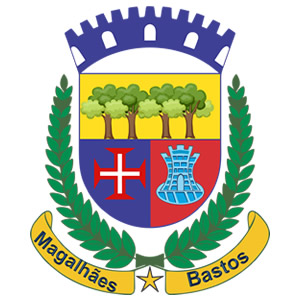
Brasão do Bairro de Magalhães Bastos

frutificadas ao natural, que representam a origem rural da região, marcada por antigas fazendas como a de Sapopemba. O fundo dourado simboliza a fertilidade da terra e o valor histórico dessa herança agrícola.
```

- Campo inferior esquerdo em azul: ostenta uma cruz de malta vermelha filetada de branco, representando a fé e a influência portuguesa na formação do bairro, com destaque para a família Guina, de origem lusitana.

- Campo inferior direito em vermelho: mostra um castelo estilizado em azul, símbolo da arma de engenharia do Exército Brasileiro. Esse elemento presta homenagem ao Tenente-Coronel Antônio Leite Magalhães Bastos, militar da engenharia e figura que dá nome ao bairro. O castelo representa a disciplina, a técnica e o legado militar na região.

Acima do escudo, a coroa mural azul com cinco torres abertas representa a condição urbana consolidada do bairro dentro da cidade do Rio de Janeiro.
O brasão é ladeado por dois ramos de louro verdes, entrelaçados por uma fita dourada com a inscrição “Magalhães Bastos” em letras pretas. A fita ostenta uma estrela de cinco pontas ao centro, representando a unidade comunitária e o orgulho da população com sua história.
A composição heráldica, cuidadosamente pensada, sintetiza a ligação de Magalhães Bastos com suas origens rurais, sua identidade cultural portuguesa e seu papel estratégico no contexto militar da cidade.

Estação
A Estação Ferroviária de Magalhães Bastos, é sem duvida o marco da fundação do bairro. A construção deu-se por pedido de Manoel Guina à Estrada de Ferro Central do Brasil, na época quem usava o trem como transporte saltava atrás do Quartel de Cavalaria, próximo ao campo de Instrução do Gericinó. Esta parada do trem como era chamada na época causava muito transtorno aos moradores, pois tinham que caminhar um bom percurso até chegar ao bairro.
Ampliação da estação em 1936
A nova Estação do bairro, foi inaugurada em 18 de agosto de 1914. Em 1936, obras de ampliação para melhorar a demanda de militares na região. Magalhães Bastos concentra 4 Unidades Militares, são elas: 1ª Companhia de Policia do Exercito, 25º Batalhão Logístico (Es), 21º Batalhão Logístico (Es) e o Parque Regional de Manutenção.
Cinema
O que era para ser uma opção de lazer, hoje está deteriorada. O Cinema que existia em Magalhães Bastos foi motivo de orgulho para os moradores. Freqüentado por pessoas ilustres, como o treinador da seleção brasileira Carlos Alberto Parreira, o que resta hoje do cinema é apenas a fachada. Construído em meados de 1925 era a única opção de lazer no bairro. Quando o cinema fechou as portas, o local foi utilizado por uma fábrica de calçados, hoje serve de estacionamento para uma empresa do bairro.
De classe média e média-baixa, ao norte da linha férrea, situado entre os bairros de Realengo, Vila Militar e Jardim Sulacap.  O bairro abriga ainda o único clube militar de pólo do Brasil.
Suas principais ruas são: Avenida Marechal Fontenelle, Estrada General Canrobert Pereira da Costa, Rua Almeida e Sousa e a Rua Carinhanha.
Sub-bairros:
- Mallet (parte de Realengo também);
- Capelinha;
- Sobral (Parte de Jardim Sulacap e Vila Militar também).

## Dados
O bairro de Magalhães Bastos faz parte da região administrativa de Realengo. Os bairros integrantes da região administrativa são: Campo dos Afonsos, Deodoro, Jardim Sulacap, Magalhães Bastos, Realengo e Vila Militar .